# Surcouf (ubåt)
Surcouf var en stor fransk kanonbeväpnad ubåt, ibland kallad för "kryssarubåt", som byggdes på 1930-talet. Hon hade två 20,3 cm kanoner samt luftvärnskanoner och (under större delen av sin karriär) ett sjöflygplan. Surcouf tjänstgjorde i den franska flottan och senare i de fria franska styrkorna under andra världskriget.
Surcouf försvann natten mellan den 18 och 19 februari 1942 i Karibiska havet, möjligen efter att ha kolliderat med det amerikanska fraktfartyget Thompson Lyke, även om detta inte är definitivt fastställt. Hon var uppkallad efter den franske kaparen och slavhandlaren Robert Surcouf.

## Design
Washingtonfördraget hade satt strikta gränser för de stora sjömakterna när det gällde slagskepps och kryssares storlek och artillerikalibrar. Däremot nåddes inga överenskommelser om lätta fartyg som fregatter, jagare och ubåtar. Surcouf var tänkt att bli den första i en klass av tre ubåtskryssare, men hon var den enda som färdigställdes.
Ubåtsklassens planerade uppdrag skulle omfatta; upprätthålla förbindelser med de franska kolonierna; samarbete med franska flottstyrkor för att hitta och förstöra fientliga flottor och jaga fientliga konvojer.
Surcouf hade ett torn med två 20,3 cm kanoner, samma kaliber som kanonerna på en tung kryssare, som var försedda med 600 patroner. Hon var konstruerad som en "tung kryssare med undervattensförmåga", avsedd att söka upp och delta i strider mot örlogsfartyg. Ubåten hade ett Besson MB-411 spaningsflygplan i en hangar som byggdes akter om tornet för rekognoscering och eldledning.
Ubåten var utrustad med tio torpedtuber: fyra stycken på 55 cm i fören och två rörliga externa torpedtuber i den akterliga överbyggnaden, var och en med en 55 cm och två 40 cm torpedtuber. Åtta stycken 55 cm och fyra stycken 40 cm torpeder medfördes ombord ubåten för omladdning. 20,3 cm/50 Modèle 1924-kanonerna var placerade i ett torn framför kommandotornet. Kanonerna hade en magasinkapacitet på 60 skott och kunde avfyra inom tre minuter efter att ha kommit upp till ytan. Spaningsflygplanet kunde användas för att ge eldledning åt kanonerna, vars maximala räckvidd var 42 km. Luftvärnskanoner och kulsprutor var monterade på hangarens överdel.
Surcouf hade också en 4,5 meter lång motorbåt samt ett lastutrymme med möjlighet att inrymma 40 fångar eller 40 passagerare. Ubåtens bränsletankar var mycket stora; den medförde tillräckligt med bränsle för en räckvidd på 19 000 km och förnödenheter för 90 dagar.
Surcouf led av flera tekniska utmaningar på grund av 20,3 cm-kanonerna. Det var omöjligt att vrida kanontornet åt endera sida när fartyget rullade 8° eller mer. På grund av avståndsmätarens låga höjd över vattenytan var den praktiska skjutvidden endast 12 000 meter, vilket ökade till 16 000 meter om periskopet också användes, vilket var långt under kanonernas maximala räckvidd på 26 000 meter. Tiden mellan uppstigning och de första skotten var 3 minuter och 35 sekunder och ännu längre tid om båten skulle skjuta en bredsida. Surcouf kunde dessutom inte skjuta precist på natten, eftersom skottens nedslag inte kunde observeras i mörkret och kanonernas magasin var tvungna att laddas om efter att ha avfyrat 14 skott från varje kanon.

## Surcoufs utseende
|                             |
| Ursprungligt utförande 1932 |

|                |
| Utseendet 1934 |

|                                                                              |
| Efter ombyggnaden 1938 då radiomasten togs bort och kommandotornet byttes ut |

|                               |
| Surcoufs slutgiltiga utseende |

## Tjänstgöring
Strax efter att Surcouf hade sjösatts införde Londonfördraget begränsningar för ubåtar. Bland annat fick varje undertecknande land (inklusive Frankrike) inte operera mer än tre stora ubåtar, var och en med ett deplacement på högst 2 800 ton och med kanoner med en kaliber på högst 15 cm. Surcouf, som skulle ha överskridit dessa gränser, undantogs särskilt från reglerna efter påtryckningar av marinminister Georges Leygues, men andra "stora ubåtar" av denna klass fick inte längre byggas.

### Andra världskriget
Under 1940 var Surcouf baserad i Cherbourg, men i maj, när tyskarna invaderade, höll hon på att renoveras i Brest efter ett uppdrag i Antillerna och Guineabukten. Under befäl av kapten Martin, utan att kunna dyka och med endast en fungerande motor och ett låst roder, lyckades hon ta sig över Engelska kanalen och sökte skydd i Plymouth.
Den 3 juli genomförde Storbritannien Operation Catapult, eftersom de var oroliga för att den franska flottan skulle tas över av Kriegsmarine vid det franska vapenstilleståndet. Royal Navy blockerade de hamnar där franska krigsfartyg låg för ankar och ställde ett ultimatum: återgå till den allierade sidan kriget mot Tyskland, fly bortom tysk kontroll eller borra fartygen i sank. Få accepterade frivilligt; den nordafrikanska flottan i Mers-el-Kebir och de fartyg som var baserade i Dakar (Franska Västafrika) vägrade. De franska slagskeppen i Nordafrika attackerades slutligen av Medelhavsflottan och alla utom ett sänktes vid sina förtöjningar.
Franska fartyg som befann sig i hamnar i Storbritannien och Kanada bordades också av beväpnade soldater, men den enda allvarliga incidenten ägde rum i Plymouth ombord på Surcouf den 3 juli, när två ubåtsofficerare från Royal Navy, kommendörkapten Denis "Lofty" Sprague, kapten på HMS Thames, och löjtnant Patrick Griffiths på HMS Rorqual, och den franske officeren Yves Daniel blev dödligt skadade, och en brittisk sjöman, Albert Webb, sköts ihjäl av ubåtens läkare.

### De fria franska styrkorna
I augusti 1940 avslutade britterna renoveringen av Surcouf och överlämnade henne till de fria franska flottstyrkorna (Forces Navales Françaises Libres, FNFL) för konvojeskort. På grund av de engelsk-franska spänningarna i fråga om ubåten anklagades båda sidor för att den andra spionerade för Vichyfrankrike; britterna hävdade också att Surcouf attackerade brittiska fartyg. Senare placerades en brittisk officer och två sjömän ombord för att skapa "kontakter". En verklig nackdel var att hon krävde en besättning på 110-130 man, vilket motsvarade tre besättningar för konventionella ubåtar.
Surcouf seglade efter renoveringen till den kanadensiska basen i Halifax, Nova Scotia och eskorterade transatlantiska konvojer. I april 1941 skadades hon av ett tyskt plan i Devonport.
Den 28 juli dockade Surcouf vid United States Naval Shipyard i Kittery, Maine för en tre månader lång ombyggnad.
Efter att ha lämnat varvet seglade Surcouf till New London, Connecticut, för utbildning av besättningen. Surcouf lämnade New London den 27 november för att återvända till Halifax.

### Saint-Pierre och Miquelon
I december 1941 transporterade Surcouf den fria franska amiralen Émile Muselier till Quebec i Kanada. Medan amiralen befann sig i Ottawa för att överlägga med den kanadensiska regeringen blev Surcoufs kapten kontaktad av New York Times reporter Ira Wolfert och tillfrågad om ryktena om att ubåten skulle befria Saint-Pierre och Miquelon för det fria Frankrike. Wolfert följde med ubåten till Halifax, där de den 20 december mötte korvetterna Mimosa, Aconit och Alysse, och den 24 december tog de kontroll över öarna för det fria Frankrike utan motstånd.
USA:s utrikesminister Cordell Hull hade just ingått ett avtal med Vichyregimen som garanterade neutraliteten för de franska besittningarna på västra halvklotet, och han hotade att avgå om inte USA:s president Franklin D. Roosevelt krävde att status quo skulle återställas. Roosevelt gjorde detta, men när Charles de Gaulle vägrade lät Roosevelt frågan falla.

### Senare tjänstgöring
I januari 1942 beslutade den fria franska ledningen att skicka Surcouf till Stilla havet, efter att ha fått ny utrustning från Royal Naval Dockyard i Bermuda. Hennes förflyttning söderut utlöste dock rykten om att Surcouf skulle befria Martinique från Vichyregimen.
I själva verket var Surcouf på väg till Sydney, Australien, via Tahiti. Hon lämnade Halifax den 2 februari för Bermuda, som hon sen lämnade den 12 februari för att segla till Panamakanalen.

### Öde
Surcouf försvann natten mellan den 18 och 19 februari 1942, cirka 130 km norr om Cristóbal i Panama, när det var på väg till Tahiti via Panamakanalen. En amerikansk rapport kom fram till att försvinnandet berodde på en oavsiktlig kollision med det amerikanska fraktfartyget Thompson Lykes. Fraktfartyget, som var på väg från Guantanamobukten under en mycket mörk natt, rapporterade att det hade träffat och kört på ett delvis nedsänkt föremål som skrapat längs med hennes sida och köl. Utkikarna hörde människor i vattnet, men eftersom fraktfartyget trodde att det hade träffat en ubåt stannade det inte, trots att rop på hjälp hördes på engelska. En signal sändes till Panama med en beskrivning av händelsen.
Förlusten resulterade i 130 dödsfall (inklusive 4 personer från Royal Navy), under befäl av kapten Georges Louis Nicolas Blaison. Förlusten av Surcouf tillkännagavs av det fria franska högkvarteret i London den 18 april 1942 och rapporterades i New York Times dagen därpå. Det rapporterades inte att Surcouf hade sjunkit till följd av en kollision med Thompson Lykes förrän i januari 1945.